# حزب زنجبار الوطني
حزب زنجبار الوطني (بالإنجليزية: Zanzibar Nationalist Party (ZNP))‏ هو حزب زنجباري قومي ذو هيمنة عربية ورأسه علي محسن. وقد تحالف الحزب الوطني مع حزب شعب زنجبار وبمبا (ZPPP) برئاسة محمد شامتي لحكم الجزيرة في الفترة من 1961 إلى 1964 حيث كان شامت هو رئيس الحكومة.